# Jenny Runacre
Jenny Runacre (Dél-afrikai Köztársaság, Fokváros, 1943. augusztus 18. –) dél-afrikai származású angol színésznő. 
Az 1960-as évek végétől filmez. Az 1970-es években több, ma már filmtörténeti jelentőségű alkotásban játszott fontos karakterszerepeket.

## Pályafutása
Dél-Afrikában született, három lánytestvére van. Jenny ötéves volt, amikor a család Londonba költözött. A kislány itt fedezte fel magának a filmnézés, a mozizás örömét. Később a The Actor’s Workshopben a Sztanyiszlavszkij-módszer szerint színjátszást kezdett tanulni. 
Az 1960-as évek végén debütált az Isten vele, tanár úr! című emlékezetes, 1939-ben készült film három évtizeddel későbbi, Herbert Ross rendezte remake-jében. Partnerei Peter O’Toole és az énekesnő Petula Clark voltak. A következő évben az amerikai filmgyártás kiemelkedő alakja, John Cassavetes bízott rá fontos szerepet a Férjek című drámájában. Jenny a The Actor’s Workshop-beli évfolyamtársa, Tom Busby ajánlatára ment el a szereplőválogatásra, és ő lepődött meg a legjobban, mikor hat héttel később végül megkapta a szerepet. Pier Paolo Pasolini nagy szakmai és közönségsikert aratott Geoffrey Chaucer-adaptációjában, a Canterbury mesékben a kacér Alisont alakította, aki idős férje mellett a náluk lakó fiatal diákot részesíti kegyeiben. Éppen ezért trágár módon megtréfálja másik széptevőjét, ám annak nem kevésbé morbid bosszúját végül a szerelmes diák szenvedi el. A nemiséget mint örök emberi értéket hangsúlyozó filmben Jennynek meztelenül is mutatkoznia kellett. 
A végső program című sci-fi, illetve John Huston thrillerje, a Mackintosh embere főleg a közönség körében voltak sikeresek: utóbbiban Paul Newman partnere volt. Játszott a klasszikus horror, a Drakula fia parodisztikus-zenés változatában is (1974), majd a modern filmművészet kimagasló alakja, Michelangelo Antonioni kérte fel a Foglalkozása: riporter című drámája egyik fontos szerepére: ő játszotta a Jack Nicholson megformálta főszereplő feleségét, aki nem hiszi el, hogy férje meghalt, és nyomozni kezd annak titokzatos szállodai szomszédja után, akiben a férjét sejti. 1977-ben főszerepet, ráadásul kettős szerepet játszott a homoszexuális brit rendezőzseni, Derek Jarman nagy port kavart, ma már kultikusnak számító filmjében, a Jubileumban. Ugyanebben az esztendőben kicsiny szerepet alakított egy másik jeles brit rendező, Tony Richardson Joseph Andrews című kosztümös-szellemes kalandfilmjében, és játszhatott a ma már világhírű Ridley Scott első mozifilmjében, a Párbajhősökben is. A magyar közönség is láthatta Alfred Hitchcock klasszikus thrillerjének, az 1938-as Londoni randevúnak a 40 évvel későbbi, egyébként elég gyenge remake-jében. Az 1980-as években inkább a televízióban szerepelt. Utolsó két mozifilmjét a magyar filmszínházak is műsorra tűzték: Nicolas Roeg Boszorkányok című horrorfantasyjében Elsie szerepét alakította, a brit restauráció időszakában játszódó Változások kora című drámában pedig egy prostituáltat játszott. 
Az 1990-es években Runacre a londoni Central Saint Martin’s College of Art and Design egyetemen újabb diplomát szerzett, és azóta a művészeti világ más területeire koncentrál. Előadásokat tart, kiállításokat szervez, az experimentális filmkészítéssel foglalkozik.

## Filmjei
- 1969 Viszlát, Mr. Chips! / Isten vele, tanár úr! (Goodbye, Mr. Chips)
- 1970 Férjek (Husbands)
- 1972 Canterbury mesék (I racconti di Canterbury)
- 1972 Dyn Amo
- 1973 A végső program (The Final Programme)
- 1973 Mackintosh embere (The MacKintosh Man)
- 1973 The Creeping Flesh
- 1974 L’Évasion de Hassan Terro
- 1974 Drakula fia (Son of Dracula)
- 1975 All Creatures Great and Small
- 1975 Foglalkozása: riporter (Professione: reporter)
- 1976 The New Avengers (tévésorozat, a The Tale of the Big Why című epizódban)
- 1977 Joseph Andrews
- 1977 Jubileum (Jubilee)
- 1977 Párbajhősök (The Duellists)
- 1977 Spectre (tévéfilm)
- 1977 The Black Knight (tévéfilm)
- 1978 The Sweeney (tévésorozat, a The Bigger They Are című epizódban)
- 1979 Londoni randevú (The Lady Vanishes)
- 1980 Hussy
- 1981 Brideshead Revisited (tévésorozat)
- 1984 Play for Today (tévésorozat, az Only Children című epizódban)
- 1985 Shadey
- 1985 The Optimist (tévésorozat, a The Double című epizódban)
- 1986 Call Me Mister (tévésorozat, a Running Time című epizódban)
- 1986 Lovejoy (tévésorozat, a The Real Thing című epizódban)
- 1989 That Englishwoman
- 1990 Boszorkányok (The Witches)
- 1990 Taggart (tévésorozat, a Love Knot című epizódban)
- 1995 Változások kora (Restoration)
- 2008 The Edge of Love
- 2009 Boogie Woogie